# Jean L'Archevêque
Jean L'Archevêque (Bayonne, 30 settembre 1672 – Texas, 20 agosto 1720) è stato un esploratore, militare e mercante francese.

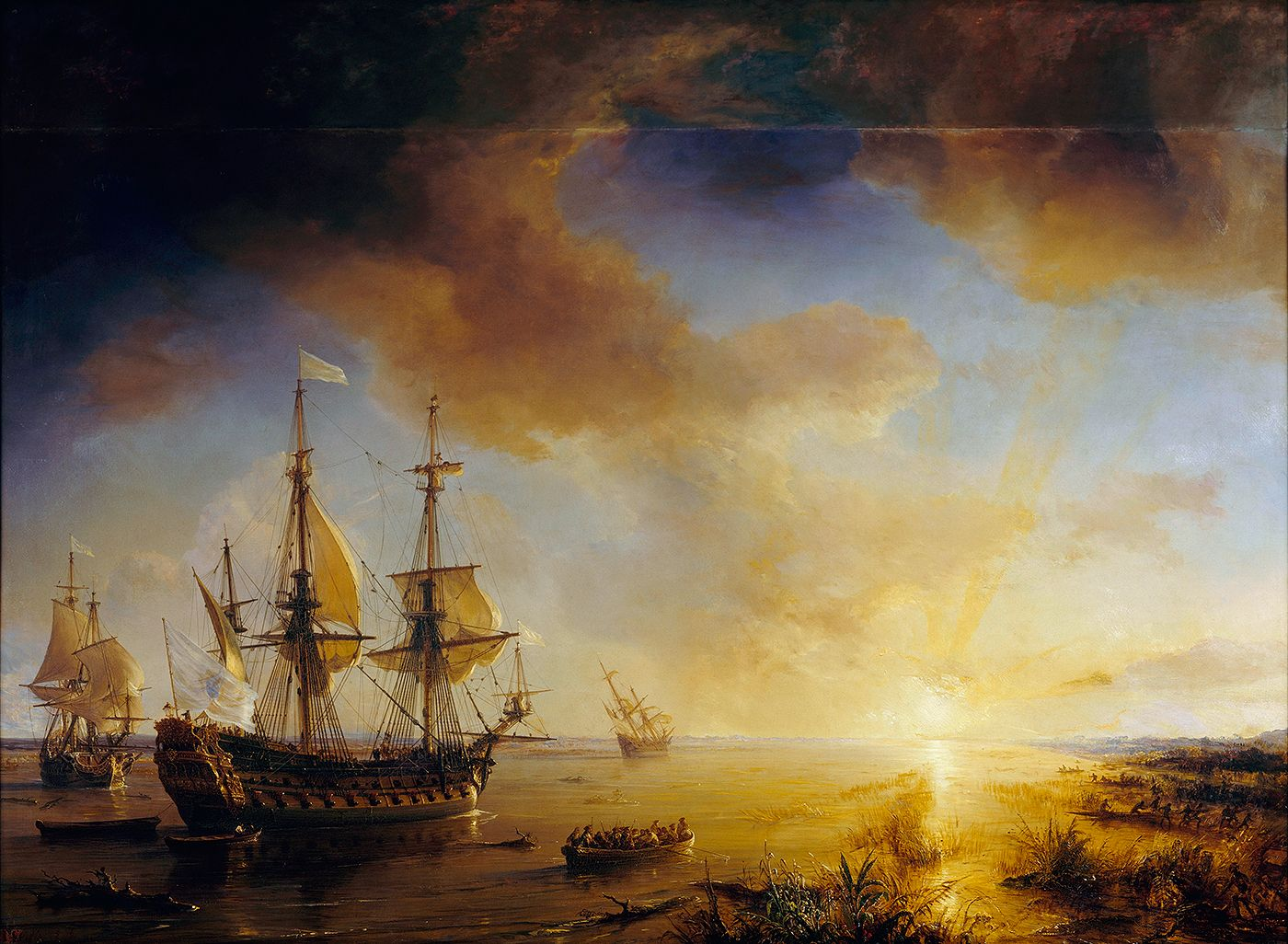
La Salle's Expedition to Louisiana in 1684, dipinto nel 1844 da Jean Antoine Théodore de Gudin. La Belle è a sinistra, Le Joly è al centro e L'Aimable è arenata sulla destra.

Fu uno dei pochi sopravvissuti alla fallita spedizione di René Robert Cavelier de La Salle di colonizzare il Texas.